# 胶州市
胶州市是中国山东省下辖县级市，由青岛市代管；位于山东半岛东南部、大沽河下游，东临胶州湾。市人民政府駐三里河街道北京路1号。
胶州因东南临胶州湾，以胶水而得名；拥有5000多年历史，唐朝于境内设立板桥镇，北宋时期港盛州兴，海运贸易持续繁荣，是长江以北唯一的对外通商口岸、全国五大商埠之一、“海上丝绸之路”的重要节点，素有“金胶州”之美誉。

## 地理
胶州地处胶莱河入口南部，属海淀平原，西高东低、南高北低。属暖温带季风气候。年平均气温12.4℃。年均降水量695.6毫米。矿产有萤石、重晶石、沸石、石墨、膨润土、珍珠岩、砂子、石材等。

## 历史
胶州地区文明可追溯至新石器时代。其境内发现的三里河文化遗址兼具大汶口文化、龙山文化的特征。
西周时期，莒国为周武王所封，其都城介根位于胶州西南。秦朝于胶州置黔陬县。西汉时期于今里岔镇西设置祓国。北魏置胶县。唐朝时设立板桥镇，至北宋时期发展成为全国五大商埠之一、长江以北唯一通商口岸。
中华人民共和国建国以来，今胶州地区1950年5月属于胶州专区，1956年2月划归昌潍专区，1978年划归青岛市。1987年改设胶州市（县级）至今。

## 经济
胶州市经济较为发达，在县市中具备较强竞争力，其综合实力2010年列山东省县（市）的第五位，全国县（市）第十七位。

## 行政区划
胶州市现辖8个街道、4个镇。
阜安街道、中云街道、三里河街道、胶东街道、胶莱街道、李哥庄镇、铺集镇、里岔镇、胶西街道、洋河镇、九龙街道和胶北街道。

## 人口
截至2022年末，胶州市常住人口为103.36万人，增长1.14%，常住人口城镇化率达到63.19%，比上年末提高0.12个百分点。

## 交通

### 公路
- 204国道
- 228国道过境。

### 铁路
- 胶州站（胶济线、胶新线、胶黄线）
- 胶州北站（济青高速线、胶济客专线）
- 青岛机场站（济青高速线）
- 营海站（胶黄线）
- 洋河口站（胶黄线、青盐线）
- 蓝村西站（胶济线、蓝烟线）
- 胶西站（胶新线）

### 轨道交通
- 胶州北站（地铁8号线）
- 胶东机场站（地铁8号线）
- 胶东站（地铁8号线）

### 航空
- 青岛胶东国际机场（2021年启用）

## 特产

### 胶州大白菜
胶州大白菜俗称“胶白”、“胶菜”，为胶州著名特产。其品质优良，具有“帮嫩薄、汁乳白、味鲜美、营养好”等特点，味道清脆，淡而有味，生食清脆可口，熟食风味甘美。其中含有硒、钼等多种防癌、抗癌微量元素和较多具有生血功能的微量元素锌，并具有抗衰老功效。
胶州大白菜种植历史悠久。《辞海》“胶县”条称，“胶州产大白菜著名，谓之胶白”；清朝道光年间出版的《胶县县志》记载：“其蔬菘谓之白菜，埤雅隆冬不凋，四时常见，有松之操，其品为蔬菜第一，叶卷如纯束，故谓之卷心白”；1931年增修版《胶县县志》又记载：“卷心白，菘之特种也。种于初秋，成立于冬，叶卷如纯束， 味清而腴，邑内业园圃者多种之，为出口大宗”；清代胶州籍史学家柯劭作《种胶州白菜》诗：“翠叶中饱白玉肪，严冬冰雪亦甘香，园官不用夸安肃，风味依稀似故乡”；陈毅元帅有诗赞美胶州大白菜：“伟哉胶菜青，千里没良田”；著名文学家鲁迅先生在《朝花夕拾.藤野先生》也提及“用红头绳系住菜根，倒挂在水果店头，尊为‘胶菜’”。
胶州大白菜于2006年注册为国家地理标志证明商标，同年被评为全国首批100个中国名牌农产品之一；2008年，被授予“绿色农业商超推荐品牌”、被认定为全国“3.15重点保护品牌”，2009年荣获“共和国60华诞60商标”、“山东省著名商标”、“全国最具竞争力的地理标志证明商标”；2010年荣获“中国驰名商标”；2011年被评为“到山东不可不买的100种特色旅游商品”、“中国农产品区域公用品牌”；2012年被评为“最受市民喜爱的岛城农产品”；同年农业部确定胶州大白菜为全国农产品品牌能力、营销能力、贮存能力、信息化能力建设的三个试点之一。

### 里岔黑猪
里岔黑猪是中国优良的地方猪种。其因产地和毛色得名，原主要分布于胶州市西南部的里岔、张应、张家屯和黄岛、诸城高密等地的丘陵地带。1985年里岔黑猪被国家农业部列为重点推广的优良地方猪种。现已被列为国家一类畜种资源重点保护，也是中国唯一、世界第二个有多肋形状的猪种。
里岔黑猪华北型黑猪。1940年前后胶州地区曾引进巴克夏猪、哈白猪、长白猪等，但外来品种由于不适应当地饲养管理而被淘汰。当地农民通过长期择优选留、繁衍继代，逐渐形成了里岔黑猪。1972年，山东在猪种重点调查中，发现胶县里岔黑猪。此后，昌潍地区及有关县多次对里岔黑猪进行调查和鉴定。1977年原胶南地区对三里河遗址进行挖掘，在墓穴中发现了三十多个猪下颌骨，还有猪簋等冥器，通过C14测定，有3390±150年历史，据考证，这就是里岔黑猪的前身。
里岔黑猪腰长，形体高大，毛色全黑，瘦肉率50%左右，实用性强，繁殖率高。其肉质良好，具肌肉肉色3.4分级、大理石纹2.6分级、pH6.2左右、熟肉率较高（68.8%），失水率较低（20%），熟食口感酥嫩，鲜美多汁。

## 历任地方长官
中华人民共和国时期：
- 肖实诚
- 张元福
- 李皓（2000年1月－）
- 曹友强（2004年2月－）
- 祝华（2006年12月-2011年11月）
- 张德平（2011年12月-

## 友好合作关系城区
| - 釜山广域市北区 (1995年9月) - 奥地利康瑙依堡（2004年） |